# Kazimierz Jan Sapieha
Kazimierz Jan Paweł Sapieha herbu Lis (ur. ok. 1642 roku, zm. 13 marca 1720 roku w Grodnie) – hrabia na Bychowie, wojewoda wileński w latach 1682–1703 i 1705–1720, hetman wielki litewski w latach 1683–1703 i 1705–1708, wojewoda połocki w 1670 roku, starosta generalny żmudzki w 1681 roku, hetman polny litewski w 1681 roku, podskarbi nadworny litewski w 1663 roku, marszałek Trybunału Głównego Wielkiego Księstwa Litewskiego w 1689 roku, podstoli wielki litewski w 1661 roku, cześnik wielki litewski w 1659 roku, starosta brzeski litewski w latach 1665–1670,starosta merecki, borysowski, wołpiński, oniksztyński, wielki poseł do cara Fiodora III Romanowa w 1678 roku.

## Życiorys
Syn Pawła Jana Sapiehy i Anny Barbary Kopeć, brat Franciszka Stefana, Benedykta Pawła i Leona Bazylego.
Od 1663 podskarbi nadworny litewski, od 1671 wojewoda połocki, od 1676 starosta żmudzki. 
Poseł sejmiku brzeskiego powiatu brzeskolitewskiego na sejm wiosenny 1666 roku. Poseł sejmiku brzeskolitewskiego na sejm zwyczajny 1664/1664 roku. Poseł sejmiku wołkowyskiego powiatu wołkowyskiego na sejm jesienny 1666 roku. Poseł na sejm konwokacyjny 1668 roku z powiatu wileńskiego. 
Był elektorem Michała Korybuta Wiśniowieckiego w 1669 roku z województwa wileńskiego. Na sejmie zwyczajnym 1670 roku wyznaczony z Senatu komisarzem do zapłaty wojsku Wielkiego Księstwa Litewskiego. Był członkiem konfederacji kobryńskiej  wojsk Wielkiego Księstwa Litewskiego w 1672 roku. Był deputatem z Senatu do Rady Wojennej przy królu w 1673 roku. Elektor Jana III Sobieskiego z województwa połockiego w 1674 roku, podpisał jego pacta conventa. W 1682 został wojewodą wileńskim, w 1683 hetmanem wielkim litewskim.
18 kwietnia 1694 obłożony klątwą przez biskupa wileńskiego Konstantego Brzostowskiego, niezadowolonego z kwaterowania wojsk w kościelnych majątkach ziemskich.
Po zerwanym sejmie konwokacyjnym 1696 roku przystąpił 28 września 1696 roku do konfederacji generalnej. 5 lipca 1697 roku podpisał w Warszawie obwieszczenie do poparcia wolnej elekcji, które zwoływało szlachtę na zjazd w obronie naruszonych praw Rzeczypospolitej. Brał udział w rokoszu łowickim w 1697.
W czasie wojny domowej na Litwie (zwanej też wojną sapieżyńską) w 1700 stanął na czele rodu Sapiehów w ich walce o utrzymanie uprzywilejowanej pozycji w Wielkim Księstwie. 18 listopada 1700 został pokonany w bitwie pod Olkienikami przez szlachtę litewską, dowodzoną przez Michała Serwacego Wiśniowieckiego. W styczniu 1702 roku podpisał akt pacyfikacji Wielkiego Księstwa Litewskiego. W 1705 roku potwierdził pacta conventa Stanisława Leszczyńskiego. W 1708 roku oddał buławę swojemu bratankowi Janowi Sapieże.
W czasie wojny północnej wraz z całym swoim rodem należał do stronnictwa proszwedzkiego. Był uczestnikiem Walnej Rady Warszawskiej 1710 roku. 
W 1717 roku został wyznaczony senatorem rezydentem.
Był ojcem Jerzego Stanisława, Michała Franciszka i Aleksandra Pawła.
Według niechętnej Stanisławowi Augustowi Poniatowskiemu opinii niektórych współczesnych jego ojciec Stanisław miał być w rzeczywistości nieślubnym synem hetmana wielkiego litewskiego Kazimierza Jana Sapiehy i pewnej Żydówki, a adoptował go Franciszek Poniatowski, żonaty z Heleną Niewiarowską. Trzeba pamiętać jednak, że pomówienia tego typu należały do kanonu publicystki politycznej okresu staropolskiego i nie należy przywiązywać do nich zbyt dużej wagi.
Wyżej pokazany portret Kazimierza Jana znajduje się w kodeńskiej galerii portretów sapieżyńskich na pozycji 70, w rzędzie IX.